# Whats Poppin
«Whats Poppin» — песня американского рэпера Джека Харлоу. Релиз в качестве сингла прошёл 21 января 2020 года через лейблы Generation Now и Atlantic Records.
24 июня 2020 года вышел ремикс с участием DaBaby, Tory Lanez и Лила Уэйна, который достиг второго места в американском хит-параде.
На 63-й церемонии «Грэмми» (2021) песня была номинирована в категории
Best Rap Performance.

## История
Трек продюсировал Pooh Beatz и JetsonMade и в оригинале он звучит 2 минуты 19 секунд.

## Музыкальное видео
Музыкальное видео для песни «Whats Poppin» вышло одновременно с песней, режиссёром стал Коул Беннетт из компании Lyrical Lemonade.

## Отзывы
Митч Финдлей из издания HotNewHipHop назвал трек «одним из лучших у Харлоу».
The Musical Hype поставил песне 3,5 звезды из 5 возможных, заявив, что песня демонстрирует уверенность Харлоу, но не содержит никаких передовых текстов, вместо этого предлагая клишированные тексты о сексе и деньгах. Pitchfork заявил, что «Whats Poppin» получила такой огромный успех благодаря симпатичному характеру и обаянию Харлоу, сказав: «Он похож на парня, которого можно встретить в студенческом городке, возможно, на баскетбольной площадке». Однако песню, как и клип, критиковали за использование «конфетной эстетики» для привлечения молодых фанатов, а также за то, что она была признана «generic» («заурядной»). Кроме того, песню критиковали за то, что ее текст не требует особой обработки и в нем нет глубоких или осмысленных слов. Pitchfork далее утверждает, что Джек Харлоу был скорее персонажем «хорошего настроения», а не умным артистом, говоря, что успех песни объясняется просто его способностью быть в контакте с современным обществом.

### Итоговые списки
| Публикация | Список                     | Ранг | Ссылка |
| ---------- | -------------------------- | ---- | ------ |
| Billboard  | 100 Best Songs of 2020     | 26   | [ 10 ] |
| Stereogum  | Top 40 Pop Songs Of 2020   | 8    | [ 11 ] |
| Uproxx     | Best Songs Of 2020         | 24   | [ 12 ] |
| XXL        | Best Hip-Hop Songs of 2020 | н/д  | [ 13 ] |

## Награды и номинации
| Год  | Организация            | Награда                       | Ррезультат | Ссылка |
| ---- | ---------------------- | ----------------------------- | ---------- | ------ |
| 2020 | MTV Video Music Awards | Song of Summer                | Номинация  | [ 14 ] |
| 2021 | Grammy Awards          | Best Rap Performance          | Номинация  | [ 15 ] |
| 2021 | Billboard Music Awards | Top Streaming Song            | Номинация  | [ 16 ] |
| 2021 | Billboard Music Awards | Top Collaboration (Fan Voted) | Номинация  | [ 16 ] |
| 2021 | Billboard Music Awards | Top Rap Song                  | Номинация  | [ 16 ] |

## Чарты
| Чарт (2020)                                | Высшая позиция |
| ------------------------------------------ | -------------- |
| Австралия (ARIA)                           | 8              |
| Австрия (Ö3 Austria Top 40)                | 35             |
| Бельгия/Фландрия (Ultratip Bubbling Under) | 24             |
| Канада (Canadian Hot 100)                  | 24             |
| Чехия (Singles Digitál Top 100)            | 83             |
| Дания (Tracklisten)                        | 23             |
| Франция (SNEP)                             | 194            |
| Германия (GfK)                             | 55             |
| Мир (Billboard Global 200)                 | 17             |
| Венгрия (Stream Top 40)                    | 10             |
| Ирландия (IRMA)                            | 13             |
| Нидерланды (Single Top 100)                | 48             |
| Новая Зеландия (Recorded Music NZ)         | 6              |
| Норвегия (VG-lista)                        | 20             |
| Португалия (AFP)                           | 30             |
| Словакия (Singles Digitál Top 100)         | 62             |
| Швеция (Sverigetopplistan)                 | 46             |
| Швейцария (Schweizer Hitparade)            | 33             |
| Великобритания (OCC UK Singles)            | 25             |
| США Billboard Hot 100                      | 8              |
| США (Billboard Hot R&B/Hip-Hop Songs)      | 2              |
| США (Billboard Pop Airplay)                | 19             |
| США Rhythmic (Billboard)                   | 4              |
| США Rolling Stone Top 100                  | 2              |

## Сертификации
| Регион                                                                      | Сертификация  | Продажи   |
| --------------------------------------------------------------------------- | ------------- | --------- |
| Австралия (ARIA)                                                            | 3× Платиновый | 210 000   |
| Австрия (IFPI Austria)                                                      | Платиновый    | 30 000    |
| Бразилия (ABPD)                                                             | Платиновый    | 40 000    |
| Канада (Music Canada)                                                       | Бриллиантовый | 800 000   |
| Дания (IFPI Danmark)                                                        | Платиновый    | 90 000    |
| Германия (BVMI)                                                             | Золотой       | 200 000   |
| Италия (FIMI)                                                               | Золотой       | 35 000    |
| Новая Зеландия (RMNZ)                                                       | Платиновый    | 30 000    |
| Польша (ZPAV)                                                               | Платиновый    | 50 000    |
| Португалия (AFP)                                                            | 2× Платиновый | 20 000    |
| Великобритания (BPI)                                                        | Платиновый    | 600 000   |
| США (RIAA)                                                                  | 7× Платиновый | 7 000 000 |
| Данные о продажах + прослушиваниях приведены только на основе сертификации. |               |           |

## Ремикс
Ремикс песни Джека Харлоу при участии американского рэпера DaBaby, канадского рэпера Tory Lanez и американского рэпера Лил Уэйна вышел 24 июня 2020 года. Ремикс достиг второго места в американском хит-параде Billboard Hot 100 в чарте 11 июля 2020 года, став для Харлоу и Lanez первыми синглами в топ-10, для DaBaby его третьим, а для Лил Уэйна его 25-м в карьере. Это позволило Уэйну войти в число 12 самых успешных исполнителей за всю историю. Больше чем у него в топ-10 американского Billboard Hot 100 было у следующих музыкантов: Drake (38), Madonna (38), The Beatles (34), Рианна (31), Майкл Джексон (30), Mariah Carey (28), Стиви Уандер (28), Джанет Джексон (27), Элтон Джон (27), Элвис Пресли (25) и Тейлор Свифт (25). Ещё один рекордный показатель повторил рэпер DaBaby. Благодаря его чарттопперу «Rockstar» (№ 1) и треку «Whats Poppin» (№ 2) он занимает одновременно два первых места. Ранее более успешные и сходные показатели были у Арианы Гранде, когда 23 февраля 2019 года лидировали одновременно три её хита: «7 Rings» (№ 1), «Break Up With Your Girlfriend, I’m Bored» (№ 2) и «Thank U, Next» (№ 3). А первыми занявшими первые три места чарта были The Beatles в 1964 году. За всю историю Hot 100, которая началась 4 августа 1958 года было 19 таких рекордов и 20-м рекордсменом, занимавшим одновременно первое и второе места стал DaBaby.

### Чарты
| Чарт (2020)                         | Высшая позиция |
| ----------------------------------- | -------------- |
| Канада (Billboard Canadian Hot 100) | 4              |
| Новая Зеландия (RMNZ)               | 3              |
| США Billboard Hot 100               | 2              |

### Сертификации
| Регион                                                                      | Сертификация | Продажи |
| --------------------------------------------------------------------------- | ------------ | ------- |
| Бразилия (ABPD)                                                             | Платиновый   | 40 000  |
| Франция (SNEP)                                                              | Золотой      | 100 000 |
| Данные о продажах + прослушиваниях приведены только на основе сертификации. |              |         |